# Roney Villela
Roney Villela (Rio de Janeiro, 9 de maio de 1961) é um ator e diretor teatral brasileiro.

## Biografia
Estreou no cinema em 1987 com duas produções. Em 2015 ele estreou nas dublagens de jogos, no The Witcher 3 ele dublou o personagem Barão Sanguinário.
Em 2017 interpretou o Pajé Tibiriçá na novela Novo Mundo da TV Globo.

## Carreira

### Televisão
| Ano  | Título                       | Personagem            | Nota                           |
| ---- | ---------------------------- | --------------------- | ------------------------------ |
| 1986 | Selva de Pedra               | Júnior                |                                |
| 1991 | Meu Marido                   | Papai Noel / Tatuado  |                                |
| 1991 | Amazônia                     | Uirá                  |                                |
| 1993 | Mulheres de Areia            | Carijó                |                                |
| 1996 | O Rei do Gado                | Genivardo             |                                |
| 1997 | A Justiceira                 | Dirceu                |                                |
| 1997 | Mandacaru                    | Baioneta              |                                |
| 1999 | Andando nas Nuvens           | apostador de carteado | Participação Especial          |
| 1999 | Você Decide                  | Abílio                | Episódio: "Forró Bandido"      |
| 1999 | Você Decide                  | Zé Chifrudo           | Episódio: "A Filha de Maria"   |
| 2000 | Você Decide                  | Assassino             | Episódio: "Voyeur"             |
| 2000 | O Cravo e a Rosa             | Jack                  |                                |
| 2000 | Uga Uga                      | Sardinha              |                                |
| 2001 | A Padroeira                  | João Fogaça           |                                |
| 2004 | Celebridade                  | Caetano               |                                |
| 2006 | Cobras & Lagartos            | Morreu                |                                |
| 2007 | Guerra e Paz                 | Jacaré                | 2007-08/ 2 episódios           |
| 2008 | Chamas da Vida               | Carlão                |                                |
| 2008 | Faça Sua História            | Raimundão             | Episódio: "A Guerra de Tróia"  |
| 2009 | A Lei e o Crime              | Aristides             |                                |
| 2009 | Caminho das Índias           | Policial              | [ 3 ]                          |
| 2010 | A História de Ester          | Guarda Mór            |                                |
| 2012 | Rei Davi                     | Doegue                |                                |
| 2013 | Além do Horizonte            | Carlos                |                                |
| 2014 | A Segunda Vez                | Aquiles Perrone       | 6 episódios                    |
| 2014 | Lilyhammer                   | Wagner                | Episódio: "Foreign Affairs"    |
| 2014 | Meus Dias de Rock            | Toca                  | 12 episódios                   |
| 2014 | Império                      | Henrique Fonseca      |                                |
| 2014 | Milagres de Jesus            | Ananias               |                                |
| 2015 | A Regra do Jogo              | Vander                |                                |
| 2015 | Questão de Família           | Luiz                  | Episódio: "RSVP                |
| 2015 | Magnífica 70                 | Walter                | 2 episódios                    |
| 2015 | Santo Forte                  | Oliveira              | 1 episódio                     |
| 2016 | Os Dez Mandamentos           | Rishon                |                                |
| 2016 | Terminadores                 | Mestre Rajs Shishe    | Episódio: "Ruth quer terminar" |
| 2016 | 1 Contra Todos               | Santa Rosa            | 8 episódios                    |
| 2016 | Procurando Casseta & Planeta | Osório                | 2 episódios                    |
| 2017 | Rota de Fuga                 | Lavassi               | Telefilme                      |
| 2017 | Novo Mundo                   | Pajé Tibiriçá         |                                |
| 2018 | Jesus                        | Zebedeu               |                                |
| 2018 | Sob Pressão                  | Clemente              | Episódio: "9 de outubro"       |
| 2021 | Gênesis                      | Marhashi              | Fase: Ur dos Caldeus           |
| 2022 | Cara e Coragem               | Nelson                | Episódio: "11 de junho"        |
| 2024 | Renascer                     | Clementino            | Episódio: "23 de janeiro"      |

### Cinema
| Ano  | Título                                    | Personagem                    |
| ---- | ----------------------------------------- | ----------------------------- |
| 2025 | Gambiarra: Uga Uga Show                   | Príncipe Jackson              |
| 2024 | De Repente, Miss                          | Rui                           |
| 2024 | Jorge da Capadócia                        |                               |
| 2022 | A Morte Habita à Noite                    | Raul                          |
| 2021 | Veneza                                    | Pai de Júlio                  |
| 2019 | Copacabana Madureira                      | Pastor (voz)                  |
| 2019 | Meu Mundial - Para Vencer não Basta Jogar | Rolando                       |
| 2019 | E.A.S.: Esquadrão Antissequestro          | Carlos                        |
| 2017 | Vidas Cinzas                              | Floricultor                   |
| 2017 | Lençol de Inverno                         | José                          |
| 2017 | Solombra                                  | Homem perdido                 |
| 2016 | Nova Amsterdam                            | Capitão Pero Mendes           |
| 2015 | Nise: O Coração da Loucura                | Lúcio Noeman                  |
| 2015 | Em Nome da Lei                            | Delegado Rubens               |
| 2015 | Fome                                      | Roberto                       |
| 2014 | Tim Maia                                  | Tavares                       |
| 2014 | Rio, Eu Te Amo                            | Cozinheiro                    |
| 2014 | Voltando para Casa                        | Pai                           |
| 2013 | Giovanni Improtta                         | Tarantino                     |
| 2012 | Paraísos Artificiais                      | Mark                          |
| 2012 | Serra do Mar                              | Francisco                     |
| 2012 | Eu Sou um Samba                           | Homem no carnaval             |
| 2011 | Quando Morremos à Noite                   | Roberto                       |
| 2010 | Tropa de Elite 2                          | Pereira                       |
| 2010 | A Suprema Felicidade                      | Cafetão navalha               |
| 2010 | 5x Favela - Agora por Nós Mesmos          | Homem                         |
| 2009 | Direita É a Mão que Você Escreve          | Locksmith                     |
| 2009 | Predileção                                | Um dos 7 homens               |
| 2008 | Meu nome não é Johnny                     | Hércules                      |
| 2008 | Feliz Natal                               | Manuel                        |
| 2005 | Tainá 2                                   | Carcará                       |
| 2004 | O Veneno da Madrugada                     | Rovira                        |
| 2003 | O Vestido                                 | Zé Cipriano                   |
| 1987 | A Menina do Lado                          | Filho de Mauro                |
| 1987 | Um Trem para as Estrelas                  | Assistente de Freitas         |
| 1986 | Os Trapalhões e o Rei do Futebol          | Jogador do Independência F.C. |

### Teatro
- 2007 - Após a Chuva
- 2004 - Barrela
- 1997 - Cuidado Patricinha
- 1995 - Amor Bruxo
- 1991 - Godspell
- 1990 - Fim de Noite
- 1982 - Capitães de Areia

### Jogos
- 2015 - The Witcher 3 - Barão Sanguinário
- 2016 - Just Cause 3 - General Di Ravello